# Хан, Бисмилла (музыкант)
Устад Бисмилла Хан (урождённый Камаруддин Хан (хинди बिस्मिल्ला ख़ाँ; 21 марта 1916, Думраон, Шахабад, провинция Бихар и Орисса, Британская Индия — 21 августа 2006, Варанаси, Уттар-Прадеш, Индия) — индийским музыкант, выдающийся мастер игры на шахнае, виртуоз, которому приписывают популяризацию этого деревянного духового инструмента.
Играл с такой выразительной виртуозностью, что стал ведущим исполнителем классической музыки хиндустани. Его имя было неразрывно связано с деревянным духовым инструментом. Хотя шахнай долгое время имел важное значение как народный инструмент, на котором играли в основном на традиционных церемониях, Хану приписывают повышение его статуса и выведение его на концертную сцену.

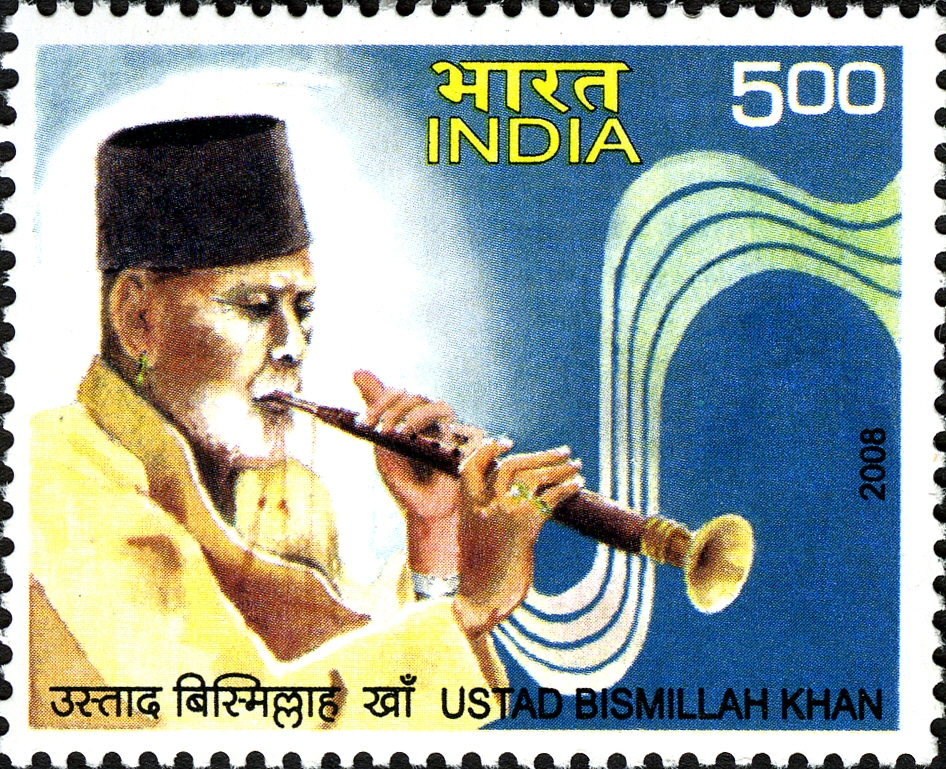
Б. Хан на марке Индии 2008 года

Родился в семье музыкантов. Хан был набожным мусульманином, но выступал как на индуистских, так и на мусульманских церемониях и считался символом религиозной гармонии. Начал выступать на публике, когда ему было 14 лет. Однако именно выступление на Всеиндийской музыкальной конференции в Калькутте в 1937 году принесло ему известность на всю страну. Хан также выступал на Эдинбургском музыкальном фестивале, что помогло донести его музыку до мировой аудитории. Его слава была такова, что он был выбран для выступления на церемонии в историческом Красном форте Дели, когда был развернут индийский флаг во время провозглашения независимости Индии 15 августа 1947 года.
В 1961 году награждён Падма Шри, в 1968 году отмечен Падма бхушан, в 1980 г. — Падма вибхушан. В 2001 году Бисмилла Хан был награждён высшей гражданской наградой Индии Бхарат Ратна.
Почётный доктор Бенаресского индуистского университета и Университета Вишва-Бхарати.
И сегодня его музыку играют во время празднования Дня Республики.